# Carl B. Koford
Carl Buckingham Koford (* 3. September 1915 in Oakland, Kalifornien; † 3. Dezember 1979 in Berkeley, Kalifornien) war ein US-amerikanischer Biologe, der vor allem durch seine Verhaltensstudien über den Kalifornienkondor bekannt geworden ist.

## Leben
Nach seiner Schulzeit an der Piedmont High School studierte Koford an der University of Washington und später auf der University of California, Berkeley, wo er 1950 zum Ph.D. promoviert wurde. Im März 1939 begann er mit seiner Feldarbeit über den Kalifornienkondor. Mehr als 400 Tage bis Juni 1941 beobachtete Koford eine Population von Kalifornienkondoren und zeichnete akribisch deren Bestand und Lebensweise auf. Während des Zweiten Weltkriegs diente bei der United States Navy. 1946 setzte er seine Forschungsarbeit fort, die 1953 in der Studie „The California Condor“ veröffentlicht wurde. Hier gab Koford zum ersten Mal eine zuverlässige Schätzung des Weltbestandes, der sich Anfang der 1950er-Jahre auf 60 Exemplare belief. In den 1950er-Jahren und erneut in den 1970er-Jahren reiste Koford nach Südamerika und betrieb Studien über das Vikunja, den Jaguar, den Ozelot oder den Jaguarundi. Als 1968 Gerüchte über eine überlebende Population des seit 1964 für ausgestorben gehaltenen Mexikanischen Grizzlybären bekannt wurden, reiste Koford nach Mexiko. Einen Nachweis über den Fortbestand dieser Bärenunterart konnte er jedoch nicht erbringen.

## Ehrungen und Dedikationsnamen
Nach Kofords Tod im Jahr 1979 rief das Museum of Vertebrate Zoology in Berkeley den Carl B. Koford Memorial Fund ins Leben, der seit 1980 Wissenschaftler finanziell bei ihrer Feldarbeit über Wirbeltiere unterstützt. 1970 wurde die Geckoart Phyllodactylus kofordi nach Koford benannt. 1989 und 1995 folgten die Koford-Graslandmaus (Akodon kofordi) und die Koford-Punamaus (Punomys kofordi). 1988 benannte der Paläontologe Steven Douglas Emslie die fossile Kondorart Gymnogyps kofordi aus dem Altpleistozän Floridas zu Ehren Kofords.

## Schriften
- C.B. Koford: The California condor. National Audubon Society, Washington, DC 1953, Research Report No. 4.
- C.B. Koford: The Vicuña and the Puna. In: Ecol Monogr. 27 1957, S. 153–219.
- C.B. Koford: Prairie dogs, white-faces and blue gramma. In: Wildlife Monogr. 3 1958, S. 1–78.
- C.B. Koford: The last of the Mexican grizzly bear. In: IUCN Bulletin. 2 1969, S. 95.
- C.B. Koford: Spotted Cats in Latin America: An Interim Report. In: ORYX. 12(1) 1973, S. 37–39, 1973a.
- C.B. Koford: Project 694. Status Survey of Jaguar and Ocelot in Tropical America. In: World Wildlife Yearbook 1972-1973. S. 215–219.8.
- C.B. Koford: Latin American Cats: economic values and future prospects. In: The World Cats. 3(1) 1976.